# Inga Gentzel
Inga Gentzel   (Sankt Matteus, 24 d'abril de 1908 - Nyköpings Alla Helgona, 1 de gener de 1991) va ser una atleta sueca, especialista en curses de mig fons, que va competir durant les dècades de 1920 i 1930.
El 1928 va prendre part en els Jocs Olímpics d'Amsterdam, on va disputar dues proves del programa d'atletisme. Va guanyar la medalla de bronze en la prova dels 800 metres, mentre en els 4x100 metres relleus quedà eliminada en sèries.
En el seu palmarès també destaquen quatre campionats nacionals dels 800 metres, de 1928 a 1931, i el campionat nacional dels 200 metres de 1929. Durant dos mesos de 1928 va posseir el rècord del món dels 800 metres.

## Millors marques
- 200 metres. 27.8" (1929)
- 800 metres. 2' 18.8" (1928)[1][3]